# Тридентський символ віри
Тридентський символ віри (лат. Professio fidei Tridentinae), також відомий як Визнання віри Тридентського собору або Символ віри Папи Пія IV — один з чотирьох авторитетних католицьких Символів віри. Символ віри спочатку містився в папській буллі Iniunctum Nobis, виданої Папою Пієм IV 13 листопада 1565 року. Символ віри був покликаний підбити підсумки вчення Тридентського собору (1545–1563).
Відповідно до завдання Собору — визначити Церкву проти протестантизму — він сповідує багато важливих частин Католицької віри. Містить текст зміненого Нікейського символу віри, а також утвердження авторитету Католицької церкви в тлумаченні Священного Писання, видачі таїнств, згода з жертовним характером меси, визнання Чистилища, вірність Папі, і осуд єресей, відкинутих Церквою. Він був переглянутий на Першому Ватиканському соборі і був одного разу використаний як клятва вірності, прийнята богословами та новонаверненими.

## Див. Також
- Апостольський символ віри
- Нікейський символ віри
- Афанасіївський символ віри